# Ирогощи
Ирогощи — деревня в Копорском сельском поселении Ломоносовского района Ленинградской области.

## История
Впервые упоминается в Писцовой книге Водской пятины 1500 года как деревня Ирогоще в Каргальском погосте Копорского уезда.
Затем как деревня Irgossa by в Каргальском погосте (восточной половине) в шведских «Писцовых книгах Ижорской земли» 1618—1623 годов.
На карте Ингерманландии А. И. Бергенгейма, составленной по шведским материалам 1676 года, она обозначена как деревня Iragoska.
На шведской «Генеральной карте провинции Ингерманландии» 1704 года — как деревня Irogoska.
Как деревня Иргоша она обозначена на карте Ингерманландии А. Ростовцева 1727 года.
На карте Санкт-Петербургской губернии Я. Ф. Шмидта 1770 года упоминается деревня Ирогоши.
На карте Санкт-Петербургской губернии Ф. Ф. Шуберта 1834 года обозначена деревня Ирогощь, состоящая из 50 дворов.

ИРОГОЩИ — деревня принадлежит статской советнице Юрьевой, число жителей по ревизии: 165 м. п., 153 ж. п. (1838 год)

Согласно карте профессора С. С. Куторги 1852 года деревня называлась Ирогощь.

ИРОГОЩИ — деревня статской советницы Юрьевой, по просёлочной дороге, число дворов — 25, число душ — 122 м. п. (1856 год)

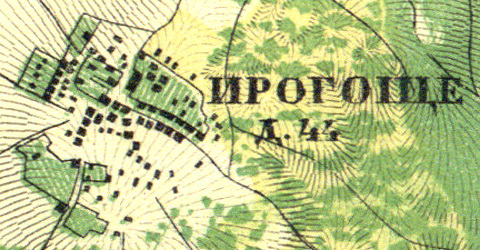
План деревни Ирогощи. 1860 год

Согласно «Топографической карте частей Санкт-Петербургской и Выборгской губерний» в 1860 году деревня  называлась Ирогоще и насчитывала 44 крестьянских двора.

ИРОГОЩ — деревня владельческая при колодцах, число дворов — 42, число жителей: 116 м. п., 129 ж. п. (1862 год)

В 1873—1875 году временнообязанные крестьяне деревни выкупили свои земельные наделы у Д. В. Зиновьева и стали собственниками земли.
В конце XIX века деревня административно относилась к Копорской волости 2-го стана Петергофского уезда Санкт-Петербургской губернии, в начале XX века — 3-го стана.
По данным «Памятной книжки Санкт-Петербургской губернии» за 1905 год деревня называлась Ирогощи.
С 1917 по 1922 год деревня Ирогощи входила в состав Ирогощинского сельсовета Копорской волости Петергофского уезда.
С 1922 года в составе Подозванского сельсовета.
С 1923 года в составе Троцкого уезда.
С 1924 года в составе Копорского сельсовета.
Согласно данным переписи населения СССР 1926 года в деревне Ирогоще проживали 199 человек — все русские.
С 1927 года в составе Ораниенбаумского района.
С 1928 года в составе Ломаховского сельсовета. В 1928 году население деревни Ирогощи также составляло 199 человек.

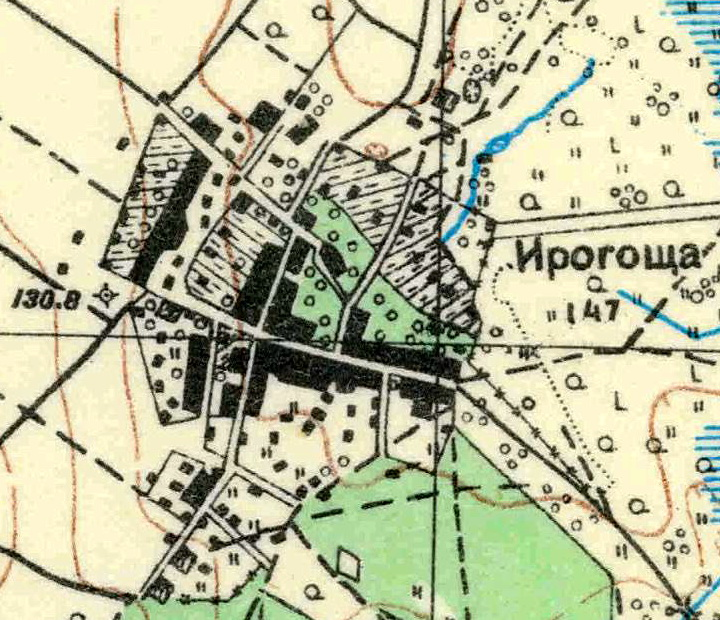
План деревни Ирогощи. 1930 год

Согласно топографической карте 1930 года деревня называлась Ирогоща и насчитывала 147 дворов.
По данным 1933 года деревня называлась Ирогоши и входила в состав Ламаховского сельсовета Ораниенбаумского района.
С 1 августа 1941 года по 31 декабря 1943 года деревня находилась в оккупации.
С 1954 года вновь в составе Копорского сельсовета.
С 1963 года, в составе Гатчинского района.
С 1965 года вновь в составе Ломоносовского района. В 1965 году население деревни Ирогощи составляло 100 человек.
По данным 1966, 1973 и 1990 годов деревня Ирогощи также входила в состав Копорского сельсовета.
В 1997 году в деревне Ирогощи Копорской волости проживали 11 человек, в 2002 году — 5 человек (все русские), в 2007 году — 4.

## География
Деревня расположена в юго-западной части района к югу от автодороги 41К-014 (Волосово — Керново) и к юго-востоку от административного центра поселения, села Копорье.
Расстояние до административного центра поселения — 4 км.
Расстояние до ближайшей железнодорожной станции Копорье — 7 км.

## Демография
| 1862 | 2002 | 2007 | 2010 | 2017 |
| ---- | ---- | ---- | ---- | ---- |
| 245  | ↘5   | ↘4   | ↗26  | ↘3   |